# São Valério do Sul
São Valério do Sul este un oraș în Rio Grande do Sul (RS), Brazilia.